# كوينتون يونغ
كوينتون يونغ (بالإنجليزية: Quinton Young)‏ (19 سبتمبر 1947 في المملكة المتحدة - ) هو لاعب كرة قدم بريطاني في مركز الوسط. شارك مع منتخب اسكتلندا تحت 21 سنة لكرة القدم. أما مع النوادي، فقد لعب مع كوفنتري سيتي ونادي رينجرز ونادي إيست فيف ونادي آير يونايتد.

## وصلات خارجية
- كوينتون يونغ على موقع قاعدة بيانات كرة القدم.إي يو (الإنجليزية)
- كوينتون يونغ على موقع عالم كرة القدم.نت (الإنجليزية)